# Phú Riềng Đỏ
Phú Riềng Đỏ là một trong những phong trào công nhân đầu tiên tại Việt Nam được thực hiện bởi các công nhân cao su tại đồn điền Phú Riềng, Biên Hoà (nay thuộc địa phận tỉnh Bình Phước). Phong trào này đã gây tiếng vang lớn trong lịch sử và là mốc mở đầu cho các phong trào công nhân khác của Việt Nam chống lại thực dân Pháp trong thập niên 1930 như cuộc đình công khổng lồ tại Nhà máy sợi Nam Định và Phong trào Xô viết Nghệ Tĩnh.

## Lịch sử phong trào công nhân Phú Riềng
Sau Chiến tranh thế giới thứ nhất, tư bản Pháp, dẫn đầu bởi công ty Michelin, bắt đầu ồ ạt thực hiện đầu tư khai thác và phát triển các đồn điền cao su tại Việt Nam. Theo thống kê của chính quyền thuộc địa, năm 1922, tổng số diện tích trồng cao su ở Đông Dương mới chỉ có 30.000 mẫu nhưng đến năm 1929 con số này đã là 120.000 mẫu. Hàng trăm nghìn người từ khắp Việt Nam (chủ yếu là thanh niên nông dân Bắc kỳ và Bắc Trung kỳ) đã được tuyển mộ vào Nam để khai thác các đồn điền cao su.
Trong quá trình phát triển đầu tư các đồn điền cao su, tư bản Pháp, dưới sự hỗ trợ của bộ máy chính quyền thuộc địa, đã bóc lột thậm tệ và tàn nhẫn sức lao động của những người công nhân cao su Việt Nam. Thời bấy giờ người ta thường ví đồn điều cao su Phú Riềng như "Địa ngục trần gian", nơi mà "Mỗi cây cao su mọc lên là có một người công nhân Việt Nam ngã xuống". Công nhân cao su Phú Riềng hối đó có câu vè:
Lỡ lầm vào đất cao su
Chẳng tù thì cũng như tù chung thân
Gần 12.000 công nhân cao su trong 45.000 công nhân tại đồn điền đã bỏ mạng trong khoảng thời gian 1917-1941 do chế độ lao động hà khắc và khí hậu khắc nghiệt tại đây.
Do chế độ đối xử tàn nhẫn và hà khắc của chủ đồn điền và quản đốc cuối những năm 1928-1929 một số vụ nổi loạn của công nhân đã diễn ra. Nổi bật là cuộc đấu tranh do Nguyễn Đình Tứ khởi xướng, đã giết chết 6 quản đốc người Pháp. Những người nổi loạn đã bị đàn áp giã man, nhiều người trong số họ bị bắn chết tại chỗ, chặt đầu, xử tử và tù đày. Nguyễn Đình Tư bị xử từ hình tại Sài Gòn. 
Cuộc đấu tranh của những người công nhân cao su tại Phú Riềng đã gây một tiếng vang trong dư luận lúc bấy giờ. Những người Cộng sản đầu tiên bắt đầu chú ý đến phong trào công nhân cao su Phú Riềng. Ông Ngô Gia Tự vào Nam từ năm 1927 để gây cơ sở đầu tiên của cách mạng, đã cử Nguyễn Xuân Cừ (tức Vĩnh) lên đồn điền cao su để tuyên truyền tư tưởng cách mạng vô sản. Một trong những người công nhân cao su được đảng Cộng sản Việt Nam bắt rễ là Trần Tử Bình.
Đầu năm 1928, theo chỉ thị của Ngô Gia Tự, Nguyễn Xuân Cừ và Trần Tử Bình đi vào tổ chức quần chúng. Họ đã thiết lập Nghiệp đoàn Cao su Phú Riềng với thành viên là 1/3 tổng số những người lao động tại Phú Riềng. Nghiệp đoàn đã đấu tranh với chủ đòi giảm bớt đánh đập, chống cúp lương vô lý, đòi cải thiện sinh hoạt.

## Sự kiện ngày 3 tháng 2 năm 1930
Ngày 3 tháng 2 năm 1930, dưới sư lãnh đạo của Trần Tử Bình, lúc đó là Bí thư chi bộ Phú Riềng, hơn 5.000 công nhân cao su và người lao động của 10 làng trong khu vực đã tiến hành biểu tình, bao vây khu nhà chủ sở của công ty Michelin và buộc giới chủ phải đáp ứng thực hiện 6 quyền lợi thiết yếu bao gồm:
- Cấm đánh đập
- Cấm cúp phạt
- Miễn sưu thuế
- Trả lương cho nữ công nhân nghỉ đẻ
- Ngày làm 8 giờ kể cả thời gian đi săng-chi-ê và về lán
- Bồi thường cho công nhân bị tai nạn lao động

Công nhân đã phong toả toàn bộ khu vực đồn điền Phú Riềng, sau đó tiếp tục tuần hành từ nhà chủ sở về làng số 3 chiếm giữ khu trại cưa, tước vũ khí của viên giám thị và viên cai, chiếm nhà máy điện, nhà máy cưa, kho gạo, làm chủ các làng số 3, số 9. Toàn bộ đồn điền Phú Riềng trở thành "Khu đỏ" đặt dưới quyền quản lý của tự vệ và công nhân. Tuy nhiên, theo chỉ đạo của chi bộ Đảng, toàn bộ các cuộc mít tinh biểu tình đều được thực hiện có tổ chức và trong hoà bình, không gây đổ máu, với phương châm "đấu tranh hợp pháp với đế quốc". Chính yếu tố này đã giúp cho phong trào đấu tranh đạt được một số thành quả tích cực và tránh những tổn thất cho lực lượng công nhân.
Sáng ngày 6 tháng 2, thực dân Pháp huy động xe bọc thép, hơn 300 lính lê dương, 500 lính khố đỏ, do đích thân Thống đốc Nam Kỳ Jean-Félix Krautheimer, cùng Công sứ Biên Hòa Marty, Phó công sứ Biên Hòa Vilmont và Chánh mật thám Đông Dương Arnoux chỉ huy đã tiến tới khu vực đồn điền Phú Riềng. Chính quyền thuộc địa đã chuẩn bị một cuộc đàn áp mạnh tay đối với phong trào công nhân Phú Riềng, nếu có bất kỳ sự phản kháng nào của công nhân. Tuy nhiên, kế hoạch đã bất thành khi toàn bộ công nhân Phú Riềng vẫn sinh hoạt bình thường. Họ "... rủ nhau xếp hàng, ngồi trật tự nghe đại biểu của mình đấu lý với giới chủ và chính quyền thực dân". Dưới sức ép đấu tranh của công nhân giới chủ đồn điền và thống sứ Nam kỳ đã phải chấp nhận một số yêu sách của công nhân.
Tuy nhiên, sau đó, chính quyền thực dân đã tiến hành bắt giữ tất cả các lãnh đạo của phong trào Phú Riềng. Ông Trần Tử Bình đã bị kết án tù 10 năm và bị đầy ra Côn Đảo. Phong trào công nhân Phú Riềng vì thế đã lắng xuống trong một thời gian. Nhưng cuộc đấu tranh này đã xiết chặt thêm hàng ngũ của công nhân cao su đồn điền Phú Riềng và rèn luyện thêm kinh nghiệm đấu tranh hợp pháp, bán hợp pháp và hoạt động bí mật cho những người còn lại.